# Bacha bazi
Bacheh-baazi ou bacha bazi (Dari: بچه بازی‎, que significa "brincadeira com garotos", de bacheh, "garoto", e بازی baazi  "brincadeira") é um termo do Afeganistão que se refere comumente à escravidão sexual e a prostituição infantil em que pré-adolescentes e adolescentes do sexo masculino são vendidos a homens ricos ou poderosos para atividades sexuais e entretenimento. Este negócio se desenvolveu no Afeganistão, onde os homens os mantêm como símbolo de status. As autoridades estão tentando acabar com essa prática, mas muitos duvidam que isso seja eficaz, já que muitos dos homens são ex-comandantes poderosos e bem armados.
Durante a Guerra Civil Afegã (1996–2001), o bacha bazi aparentemente foi proibido sob punição de pena de morte de acordo com a lei talibã. A prática da "brincadeira com garotos" é ilegal para a lei afegã, mas as leis raramente são aplicadas contra infratores poderosos e há relatos de que a polícia é conivente com esse tipo de crime.

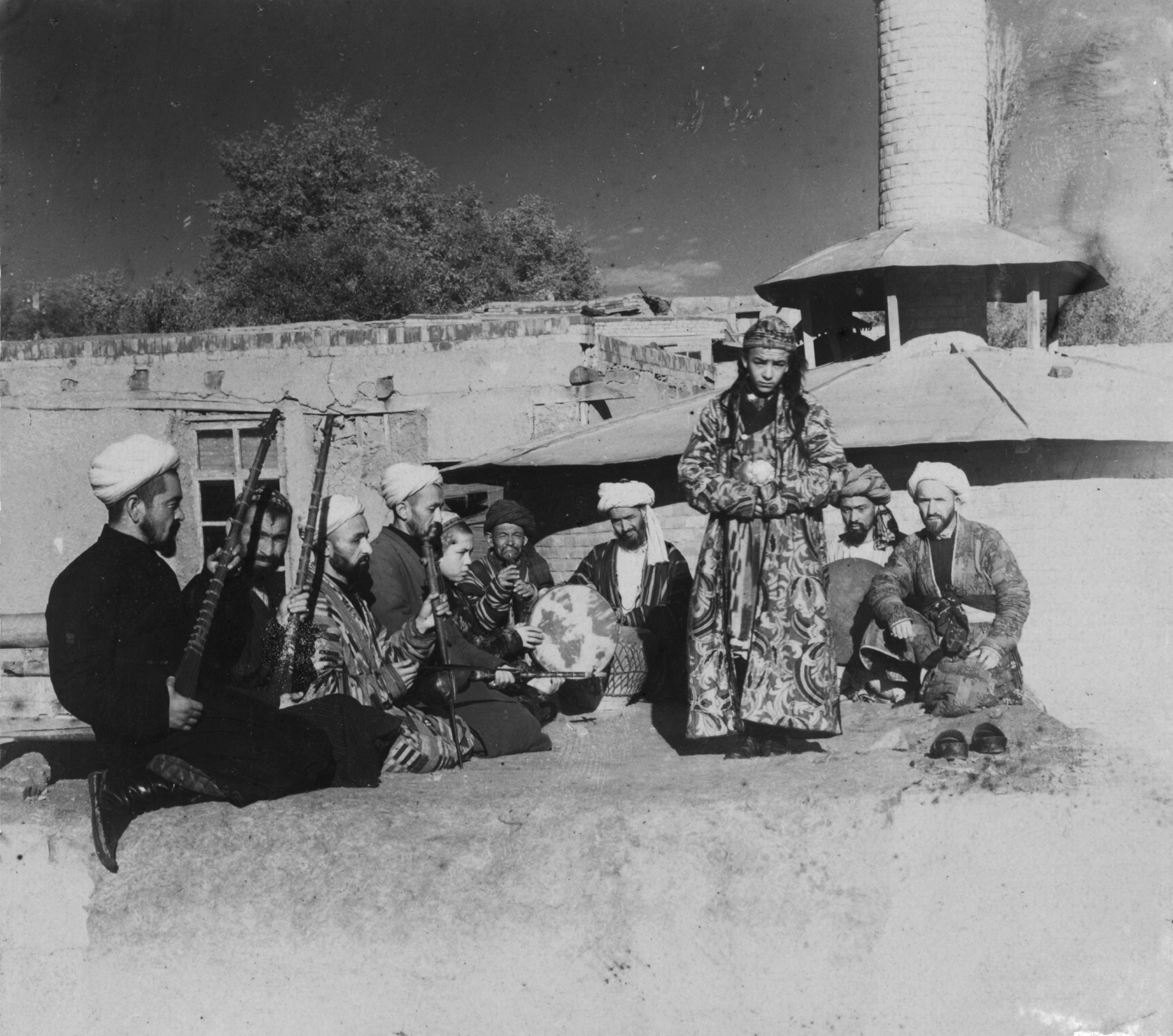
Dança de um baccha (menino bailarino)

Em 29 de março de 2010, na Royal Society of Arts do Reino Unido se estreou um filme documental de Najibullah Quraishi, chamado The Dancing Boys of Afghanistan, que mostrando o bacha bazi. Esse filme também foi exibido nos EUA, no espaço Frontline, da PBS, em 20 de abril de 2010.